# Hemiceras manora
Hemiceras manora är en fjärilsart som beskrevs av William Schaus 1906. Hemiceras manora ingår i släktet Hemiceras och familjen tandspinnare. Inga underarter finns listade i Catalogue of Life.